# Паче-дель-Мела
Паче-дель-Мела (італ. Pace del Mela, сиц. A Paci) — муніципалітет в Італії, у регіоні Сицилія, метрополійне місто Мессіна.
Паче-дель-Мела розташоване на відстані близько 480 км на південний схід від Рима, 170 км на схід від Палермо, 22 км на захід від Мессіни.
Населення — 6293 особи (2014).
Щорічний фестиваль відбувається 2 липня. Покровитель — Madonna delle Grazie.

## Демографія
Населення за роками:

Станом на 1 січня 2023 року в муніципалітеті офіційно проживало 238 іноземців з 25 країн, серед них 95 громадян країн Євросоюзу та 2 громадяни України.

## Сусідні муніципалітети
- Кондро
- Гуальтієрі-Сікаміно
- Сан-Філіппо-дель-Мела
- Сан-П'єр-Нічето
- Санта-Лучія-дель-Мела